# Гоголь. Найближчий (фільм)
«Гоголь. Найближчий» — російський кінофільм 2009 року Наталії Бондарчук, присвячений Миколі Васильовичу Гоголю. Фільм спрямований на розкриття духовних шукань Гоголя, оповідає про останні дні життя Миколи Васильовича з ретроспективою в його минуле

## У ролях
- Євген Редько — Микола Васильович Гоголь
- Анастасія Заворотнюк — Олександра Смирнова-Россет
- Марія Бурляєва — Ганна Виельгорская
- Микола Бурляєв — граф Толстой
- Інга Шатова — графиня Толстая
- Олена Амінова — Луїза Вієльгорська
- Валентина Теличкина — Марія Іванівна Гоголь-Яновська, мати Миколи Гоголя
- Олексій Богданович — Олександр Данилевський
- Сергій Безруков — Пушкін
- Радмила Щоголева — Уляна
- Софія Хількова — Машенька
- Ганна Левченко — Маруся
- Ігор Дністрянський — Кисельов
- Іван Мурадханов — граф Апраксин
- Єгор Новокшонових — Микола Смирнов
- Леонід Мозговий — докторТарасенков

## Знімальна група
- Режисер-постановник: Наталя Бондарчук
- Автори сценарію: Наталія Бондарчук
- Головний оператор: Марія Соловйова
- Композитор: Іван Бурляєв

## Думки глядачів
Глядачі звернули увагу на музичне оформлення фільму, їм сподобались українські пісні, що супроводжували думки героїв. Деякі глядачі побачили Гоголя зовсім іншим, незвичним для себе.
Після перегляду фільму виявилось, що не всім глядачам він сподобався, тому у коментарях блогери досить скептично поставились до «Найближчого».
Вони вважають, що художнім фільмом цю стрічку можна назвати з великою натяжкою. «За форматом це більше схоже на ілюстрації совкового шкільного підручника. Від живого талановитого письменника, нетривіального мислителя Миколи Васильовича Гоголя нічого не залишилось»,- читаємо у коментарях. Не сподобалась операторська робота, постановка діалогів, присутність великої кількості штампів.

## Призи та нагороди
- Приз в номінації «Ігрове кіно» на Міжнародному благодійному кінофестивалі «Променистий ангел» у Москві (Наталія Бондарчук).
- Приз «Золотий Витязь» на міжнародному кінофестивалі слов'янських й православних народів «Золотий Витязь» (Наталя Бондарчук).
- Диплом за найкращу жіночу роль другого плану на міжнародному кінофестивалі слов'янських й православних народів «Золотий Витязь» (Марія Васильєва (Бурляєва)).
- Диплом за найкращу операторську роботу на кінофестивалі слов'янських й православних народів «Золотий Витязь» (Марія Соловйова).
- Приз оргкомітету на V Севастопольському міжнародному кінофестивалі (Наталія Бондарчук)[1].